# Anales Museo Nacional de Historia Natural de Buenos Aires
Anales Museo Nacional de Historia Natural de Buenos Aires (abreviado Anales Mus. Nac. Hist. Nat. Buenos Aires) fue una revista con ilustraciones y descripciones botánicas que fue editada en Buenos Aires. Se publicaron dos series en los años 1875-1911, esta serie se publicó desde 1911 hasta 1923. Fue precedida por Anales del Museo Nacional de Buenos Aires y reemplazada por Anales del Museo Nacional de Historia Natural "Bernardino Rivadavia".

## Publicaciones
- Ser. 3, vols. 14(21)–15(22), vols. 23–31, 1911–23.